# ألين إنجل (سياسي)
ألين إنجل هو سياسي كندي، ولد في 20 أكتوبر 1932. حزبياً، نشط في Saskatchewan New Democratic Party ‏. وقد انتخب عضو المجلس التشريعي من ساسكاتشوان.